# Anrichten

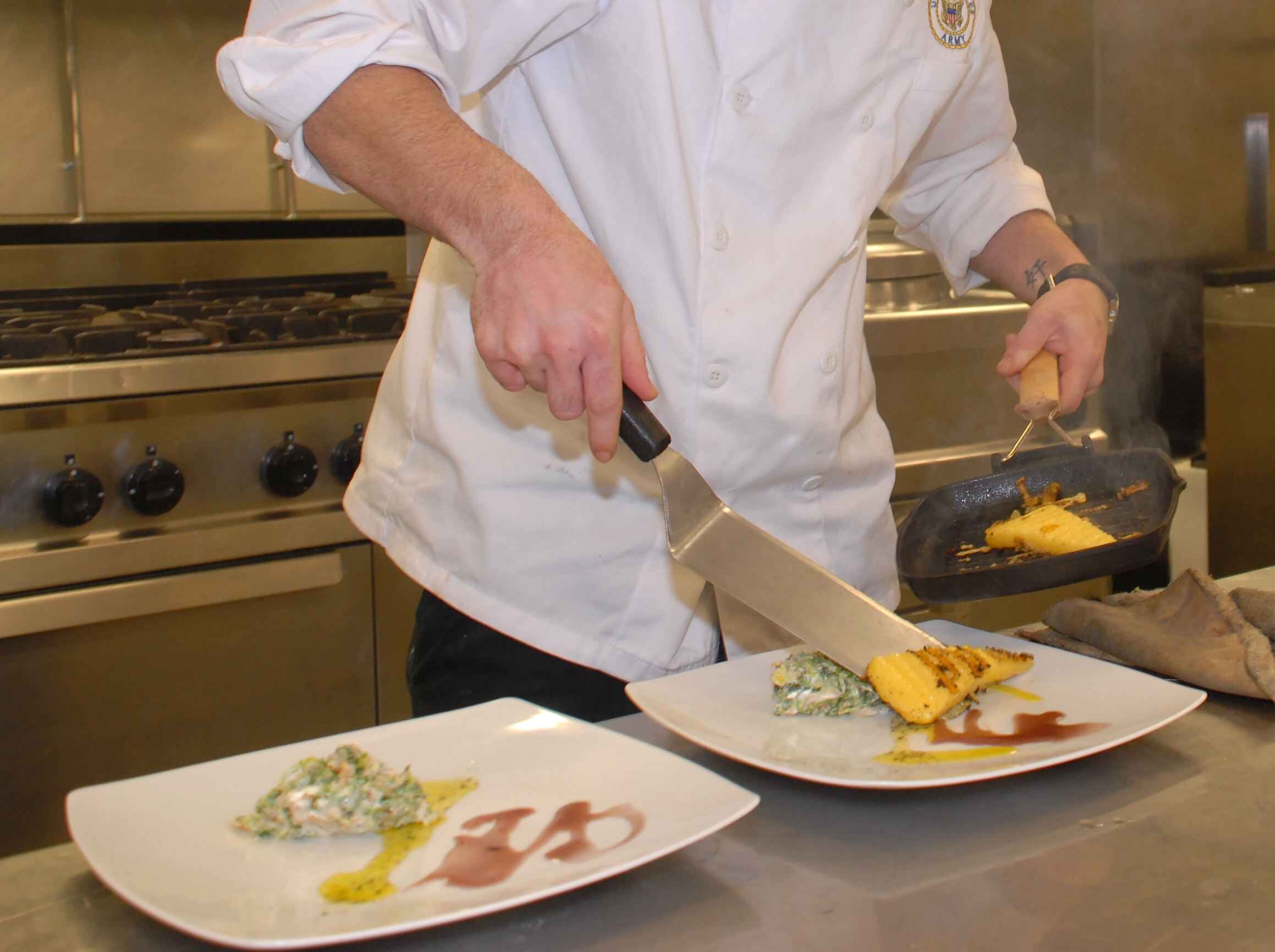
Anrichten – hier z. B. Absetzen von gebratenen Polenta-Portionsstücken auf bereits mit Gemüse und Saucen versehenen Tellern

Als Anrichten bezeichnet man das Zusammenstellen von Speisen und Speisekomponenten (z. B. Beilagen) auf Essgeschirr zu vollwertigen Gerichten. Zum Anrichten gehört das Portionieren von Speisemengen, das Tranchieren von Fleisch und Fisch, das „Anordnen“ der einzelnen Elemente und das Garnieren.
Im Bereich der Küchenwerkzeuge steht sowohl für das Anrichten als auch das Garnieren ein breites Sortiment an Handwerkszeugen und insbesondere speziellen Garnierhilfen zur Verfügung.